# Locust Creek Covered Bridge (Missouri)
Die Locust Creek Covered Bridge ist die längste erhaltene gedeckte Holzbrücke im US-Bundesstaat Missouri. Sie befindet sich zwischen Laclede und Meadville in der Nähe der U.S. Highway 36 im Linn County.

## Geschichte
Die Brücke wurde im Auftrag des Linn Countys 1846 von Bishop and Eaton zu einem Preis von 5500 US-Dollar gebaut. Sie führte über den Locust Creek, einen kleinen Bach, der über den Grand River in den Missouri fließt. Zunächst wurde die Brücke nur von Fußgängern, Reitern, Herden und Fuhrwerken benutzt, die jeweils einen Brückenzoll zu entrichten hatten. Von den Fußgängern wurde jeweils 3 Cents verlangt, schwere fünfspännige Fuhrwerke bezahlten 37 Cents. Fuhrwerke, die schneller als Schrittgeschwindigkeit fuhren oder die Mindestdistanz von 30 Fuß (ca. 10 m) zum vorderen Fuhrwerk nicht einhielten, wurden mit einem Dollar Strafe belegt. Dieselbe Strafe musste auch bezahlt werden, wenn versucht wurde, mehr als zehn Tiere gleichzeitig über die Brücke zu treiben.
Mit dem aufkommenden motorisierten Verkehr Anfang des 20. Jahrhunderts wurde die Brücke Teil der Missouri Route 8, die wiederum Teil des Pikes Peak Ocean to Ocean Highway (PP-OO) wurde, einer der ersten von Küste zu Küste reichenden Fernstraßen der USA. Sie verband New York mit Los Angeles und war ab 1924 durchgehend befahrbar. Ab 1930 führte der Fernverkehr nicht mehr über die Brücke, sondern über den fertiggestellten U.S. Highway 36. Nach dem Zweiten Weltkrieg wurde der Lauf des Locust Creek korrigiert, sodass die Brücke nur noch über ein langsam verlandendes Altwasser führte. Ende der 1960er-Jahre wurde die Brücke durch das Missouri State Park Board restauriert.  In den 1990er-Jahren wurde die Brücke um sechs Fuß (ca. zwei Meter) angehoben, um zu verhindern, dass sie im Schlamm versinkt.

## Konstruktion

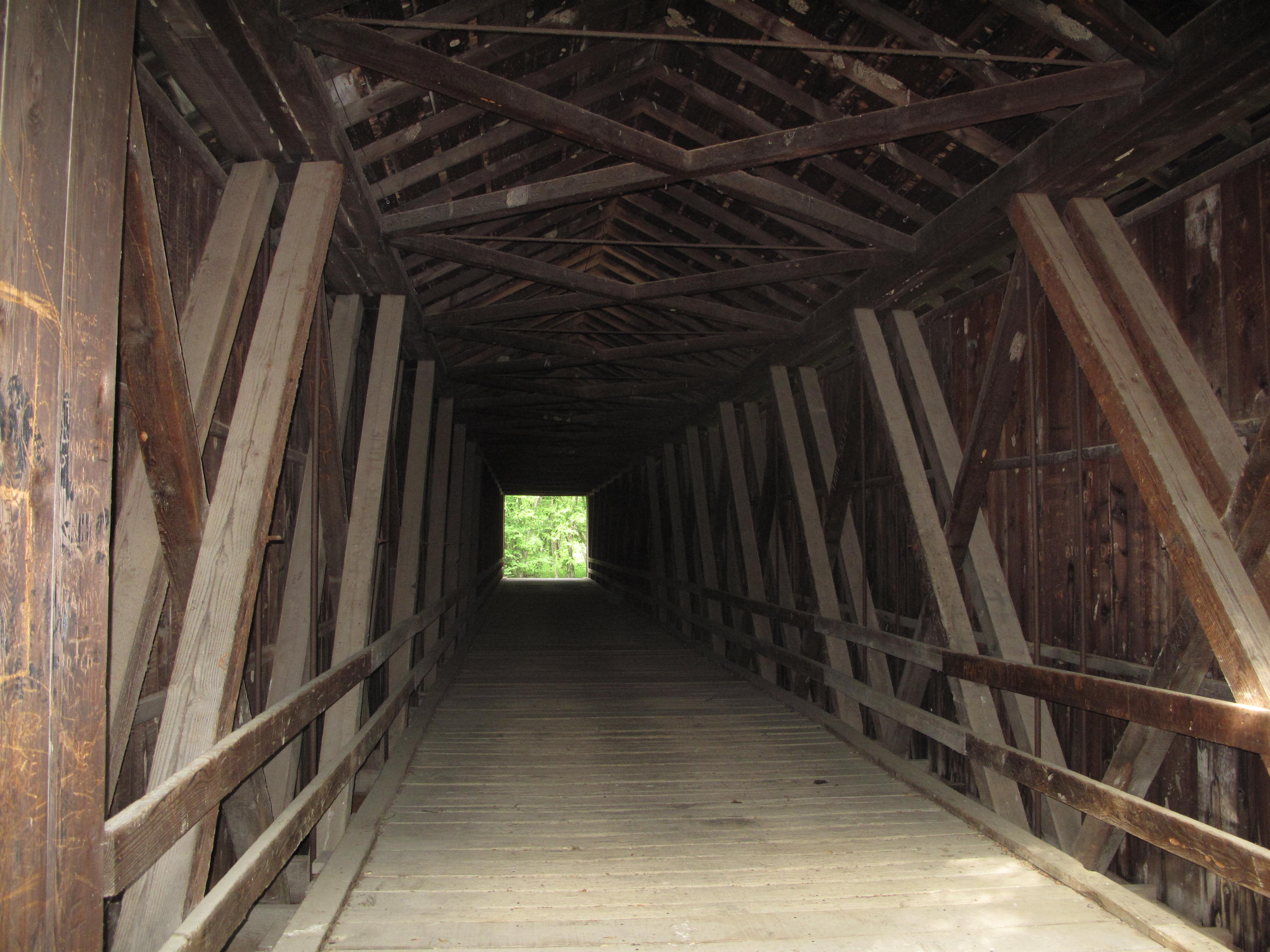
Innenansicht der Brücke. Die vertikalen Zugstangen aus Eisen sind erkennbar.

Die gedeckte Brücke besteht aus einem 151 Fuß (46 Meter) langem Hauptträger und zwei Vorbrücken. Der Hauptträger aus Kiefernholz ist ein Howe-Fachwerkträger, der mit Holzplanken verkleidet ist. Der Howe-Träger wurde 1840 patentiert. Er verwendet für die auf Zug belasteten Brückenteile Rundeisenstangen statt Holz. Somit wurden die vertikalen Teile des Fachwerks aus Eisen ausgeführt, die diagonalen Windverbände aber weiterhin aus Holz. Der Träger war durch ein Dach vor der Witterung geschützt. Die seitliche Verkleidung verhinderte, dass Tiere scheuten, wenn sie das unter der Brücke fließende Wasser sahen.
Die Locust Creek Covered Bridge ist die längste der vier im Bundesstaat Missouri erhaltenen gedeckten Brücken. Die anderen drei sind die 43 m lange Burfordville Covered Bridge, die 38 m lange Union Covered Bridge und die 23 m lange Sandy Creek Covered Bridge.